# Idiosyncrasie
Een idiosyncrasie is een eigenaardigheid, een typische eigenschap of een karaktertrek van een zaak of persoon. Het woord is afgeleid van het Griekse idiosunkrasia (ιδιοσυνκρασία).
In zijn algemeenheid is idiosyncrasie een eigenschap of het gedrag of karakter van een individu, waarmee het zich onderscheidt van de rest. De term zegt niets over de aard van de afwijking zelf, maar geeft louter aan, dat er een afwijking is van de groepseigenschappen.
In de geneeskunde is het een persoonlijke overgevoeligheid voor een bepaalde stof, bijvoorbeeld een medicament, waardoor de persoon hierop sterk reageert. Daarbij gaat het om een stof die bij anderen normaal geen bijzondere reactie oproept.
In de psychiatrie en psychologie is idiosyncrasie de persoonlijke wijze van waarnemen van prikkels of het reageren op bepaalde personen of voorwerpen. Bijvoorbeeld het op een speciale manier ervaren van bepaalde geluiden.

## Geneeskunde
In de premoderne westerse geneeskunde werd elke zieke afzonderlijk als een idiosyncrasie beschouwd. Met de opkomst van de wetenschappelijke geneeskunde, die vooral in de negentiende eeuw een grote vlucht nam met de ontdekking van specifieke ziektekiemen, verloor dit idee terrein.
De term idiosyncratische geneesmiddelreactie duidt op een afwijkende of bizarre reactie of overgevoeligheid voor een stof, zonder verband met de farmacologie van het geneesmiddel, een type B-reactie. Type B-reacties hebben de volgende kenmerken: ze zijn onvoorspelbaar, worden mogelijk niet opgepikt door toxicologische screening en zijn niet noodzakelijk gerelateerd aan de dosis. De incidentie en morbiditeit zijn laag maar het sterftecijfer is hoog.
Van een idiosyncratische lichaamsreactie wordt per definitie niet gesproken bij een allergie of een vergiftiging. Vaak gaat het om een individuele of verworven afwijking van het enzymsysteem, waardoor de stof niet goed door het lichaam kan worden verwerkt en er een intolerantie voor de stof ontstaat. In tegenstelling tot de allergische reactie treedt idiosyncrasie reeds op bij het eerste contact met de stof.